# Мощёное (Яковлевский район)
Мощёное — село в Яковлевском районе Белгородской области России. Административный центр Мощенского сельского поселения.

## География
Село расположено в западной части Белгородской области, на правобережье реки Ворсклы (на одном из малых притоков Ворсклы, в 2,5 км от её берега), в 24 км по прямой к юго-западу от районного центра, города Строителя, в 23,6 км по прямой к северо-западу от северо-западных окраин города Белгорода. Ближайшие населённые пункты: сёла Серетино к югу (2,95 км по прямой), Кустовое к юго-востоку (1,95 км по прямой), Новая Глинка к северо-востоку (1,35 км по прямой), Локня к северо-западу (3,15 км по прямой).

## История
Село Мощеное было образовано в 1637 году. Первые поселенцы были насильно переведены из Мценска, Орла, Москвы.
Деревня Мощеное была сторожевым постом на пограничном рубеже от Карпова до Хотмыжска. Название деревня получила в связи с тем, что основание сторожевого поста между лесными просторами с 2-х сторон пришлось строить на болотистой местности, и это место мостили, осушали.

По документам «местного исследования августа и сентября 1884 года»: 
Грайворонского уезда Крюковской волости деревня Мощеная (Стригуны тож) — в 35 верстах от уездного города — 27 дворов, грамотных 12 муж. и 4 учащихся мальчика (школа в 7 верстах); земельный надел 514,1 десятины (пашня — «супесчаная, один особняк»), у крестьян — 53 рабочих лошади с 13 жеребятами, 55 коров с 35 телятами, 273 овцы и 53 свиньи, в деревне — 2 «промышленных заведения» и кабак.
С июля 1928 года село Мощеное в Томаровском районе — центр Мощенского сельсовета, объединявшего село Мощеное и хутор Ново-Воскресенский.
В 1929 году в Мощеном создали колхоз «Луч свободы».
В ходе Великой Отечественной войны летом 1943 года Мощеное и соседние с ним села немецкие оккупанты превратили в мощную оборонительную систему. Советские войска сумели окружить противника, образовался знаменитый «котел под Томаровкой». Окруженная группировка — части трех пехотных и двух танковых дивизий вермахта — были разгромлены, уничтожено до 10 тысяч солдат и офицеров, захвачено более ста танков, около ста орудий и несколько эшелонов с вооружением, продовольствием и обмундированием, взято в плен почти 600 солдат и офицеров.
В 1958 году в Мощенский сельсовет Томаровского района входили села Мощеное, Неведомый Колодезь и Новая Глинка, деревни Локня и Старая Глинка, хутора Воскресеновский и Фастов.
В декабре 1962 года Томаровский района «был ликвидирован».
В январе 1965 года образовали новый — Яковлевский, и в нём — Мощенский сельсовет: села Мощеное, Локня, Неведомый Колодезь, Новая Глинка, Старая Глинка и хутор Фастов.
В 1997 году село Мощеное — центр округа, объединяющего села Локня, собственно Мощеное, Неведомый Колодезь, Новая Глинка, Старая Глинка и хутор Фастов.
В 2010 году село Мощеное — центр Мощенского сельского поселения Яковлевского района.

## Население
X ревизия в 1858 году записала в деревне Мощеная Грайворонского уезда «77 душ мужскаго пола».
В 1884 году — 225 жителей (111 мужчин, 114 женщин).
В 1890 году в Мощеном — 242 жителя (112 мужчин, 130 женщин).
На 1 января 1932 года — 2012 жителей.
По данным переписей населения в селе Мощеном на 17 января 1979 года — 726 жителей, на 12 января 1989 года — 530 (221 мужчина, 309 женщин).
В 1997 году в Мощёном было 271 домовладение, 625 жителей; в 1999 году в селе Мощеном — 599 жителей, в 2001 году — 601.
| 2002 | 2010 |
| ---- | ---- |
| 597  | ↘546 |

## Инфраструктура
В 1990-е годы в Мощеном появились дороги с твердым покрытием, газ. По состоянию на 1995 год в селе существовали предприятие «Блок» (производство стеновых блоков), медпункт, Дом культуры, библиотека, средняя школа.

## Известные жители и уроженцы
- Александр Иванович Греба (род. 1980) — российский грабитель и убийца.